# Flakpanzer V "Coelian"
De Duitse Flakpanzer V Coelian was een prototype van de firma Rheinmetall tijdens de Tweede Wereldoorlog. Het had twee 3,7cm-FLAK-kanonnen in een gesloten koepel, die gemonteerd was op het onderstel van de Panther.

## Geschiedenis
Door de vele aanvallen van geallieerde bommenwerpers en verzwakking van de Luftwaffe, kwam deze steeds meer in een defensieve in plaats van een offensieve positie. Hierdoor kwam er veel vraag naar (mobiel) afweergeschut om het luchtruim te verdedigen. De Wehrmacht had al redelijk wat voertuigen als mobiel afweergeschut. Het pantser van deze voertuigen beschermde de bemanning onvoldoende. Het antwoord op dit probleem was om een gesloten koepel te plaatsen op een tankchassis. Dit zou voldoende bescherming moeten bieden tegen de geallieerde jachtvliegtuigen. Het Duitse opperbevel gaf de order aan Rheinmetall. Deze ontwierp verschillende versies. In mei 1944 werden er twee varianten voorgesteld, één met twee 3,7cm-Flak 43-kanonnen en één met een enkel 5,5cm-kanon.
Het werd echter snel duidelijk dat er geen Panther-chassis beschikbaar was en dat had verschillende redenen: de landing in Normandië, de strategische bomaanvallen van de Geallieerden en grondstoftekorten. In het midden van februari was er een houten model op een Panther Ausf. D geplaatst. Verdere ontwikkeling was in de laatste oorlogsmaanden niet meer mogelijk.